# SIGBUS
En plataformas compatibles con POSIX, SIGBUS es la señal que envía un programa cuando ha habido un error en el bus. En el código fuente, SIGBUS es una constante simbólica definida en el archivo de cabecera <signal.h>. Se usan nombres simbólicos de señales porque los números de las señales puede variar de una plataforma a otra.

## Etimología
SIG es un prefijo común para nombres de señales. BUS se refiere al bus de datos en el contexto de un error en el bus.

## Uso
Los programas suelen lanzar la señal SIGBUS cuando hay un tratamiento inadecuado de la memoria:
Alineamiento inválido de direcciónEl programa ha intentado leer o escribir datos que no se ajustan a las reglas de alineamiento de la CPU.
Dirección física inexistenteEsto es equivalente a una violación de segmento, pero para una dirección física en vez de una dirección virtual.
Error de hardware específico del objetoEste es de lejos el menos común, pero está presente en Solaris, cuando las páginas de memoria virtual han desaparecido (por ejemplo, accediendo a un fichero mapeado con mmap el cual ha sido truncado  (en inglés).)
Para más información, véase error en el bus.
El sistema operativo puede informar a la aplicación de la naturaleza del error usando la pila de señales, usada por los desarrolladores para depurar sus programas o tratar errores.
La acción por defecto de un programa al recibir la señal SIGBUS es una terminación anormal. Esto terminará el proceso, pero puede generar un archivo de volcado de memoria que sea útil en la depuración, así como también otras acciones que dependen de cada plataforma.
SIGBUS puede ser tratada. Esto es, las aplicaciones pueden pedir que cuando ocurra se ejecute alguna acción. Ejemplos de estas acciones pueden ser ignorarla, llamar a una función, o restaurar la acción por defecto. En algunas circunstancias, ignorar la señal SIGBUS puede producir un comportamiento indefinido.
Un ejemplo de aplicación que puede tratar la señal SIGBUS es un depurador, el cual puede comprobar la pila de señales e informar al desarrollador de lo que ha ocurrido y dónde ha terminado el programa.
La señal SIGBUS normalmente es generada por el sistema operativo, pero un usuario con los permisos adecuados puede usar kill para enviar dicha señal a un proceso.
- Datos: Q4048753